# Бучайська сільська рада
Бучайська́ сільська́ ра́да — адміністративно-територіальна одиниця та орган місцевого самоврядування в Новоушицькому районі Хмельницької області. Адміністративний центр — село Бучая.

## Загальні відомості
Бучайська сільська рада утворена в 1991 році.
- Територія ради: 21,81 км²
- Населення ради: 581 особа (станом на 2001 рік)
- Територією ради протікає річка Нова Ушиця

## Населені пункти
Сільській раді були підпорядковані населені пункти:
- с. Бучая
- с. Загоряни

## Склад ради
Рада складалася з 12 депутатів та голови.
- Голова ради: Ахтимчук Надія Анатоліївна
- Секретар ради: Мища Валентина Іванівна

### Керівний склад попередніх скликань
| Прізвище, ім'я, по батькові | Основні відомості                                                                     | Дата обрання | Дата звільнення |
| --------------------------- | ------------------------------------------------------------------------------------- | ------------ | --------------- |
| Свирида Галина Григорівна   | Сільський голова, 1956 року народження, член Народної партії                          | 26.03.2006   | 31.10.2010      |
| Ахтимчук Надія Анатоліївна  | Сільський голова, 1978 року народження, освіта незакінчена вища, член Партії регіонів | 31.10.2010   |                 |

Примітка: таблиця складена за даними сайту Верховної Ради України

### Депутати
За результатами місцевих виборів 2010 року депутатами ради стали:

#### За суб'єктами висування
| Суб'єкт висування | Кількість обраних депутатів | %    |
| ----------------- | --------------------------- | ---- |
| Самовисування     | 7                           | 58,3 |
| Народна партія    | 4                           | 33,3 |
| Партія регіонів   | 1                           | 8,3  |

#### За округами
| № округу        | Прізвище, ім'я, по батькові  | Дата визнання обраним | Освіта             | Партійна приналежність                        | Відомості про обраного депутата                             |
| --------------- | ---------------------------- | --------------------- | ------------------ | --------------------------------------------- | ----------------------------------------------------------- |
| Народна Партія  |                              |                       |                    |                                               |                                                             |
| 5               | Максимюк Галина Семенівна    | 01.11.2010            | середня            | член Народної партії                          | тимчасово не працює                                         |
| 8               | Танащук Надія Федорівна      | 01.11.2010            | вища               | член Народної партії                          | пенсіонер                                                   |
| 9               | Григорчук Надія Григорівна   | 01.11.2010            | середня            | член Народної партії                          | тимчасово не працює                                         |
| 12              | Дармограй Тетяна Анатоліївна | 01.11.2010            | вища               | член Народної партії                          | Загорянський фельдшерсько-акушерський пункт, завідувачка    |
| Партія регіонів |                              |                       |                    |                                               |                                                             |
| 2               | Мища Валентина Іванівна      | 01.11.2010            | середня спеціальна | позапартійна                                  | Бучайська сільська рада, секретар                           |
| Самовисування   |                              |                       |                    |                                               |                                                             |
| 1               | Кириляк Василь Петрович      | 01.11.2010            | середня спеціальна | позапартійний                                 | пенсіонер                                                   |
| 3               | Лівіцький Сергій Сергійович  | 01.11.2010            | середня спеціальна | позапартійний                                 | тимчасово не працює                                         |
| 4               | Боровська Наталія Петрівна   | 01.11.2010            | вища               | позапартійна                                  | тимчасово не працює                                         |
| 6               | Антоняк Анатолій Васильович  | 01.11.2010            | середня            | член Всеукраїнського об'єднання «Батьківщина» | Бучайська загальноосвітня школа І-ІІ ст., оператор котельні |
| 7               | Бурденюк Валерій Григорович  | 01.11.2010            | вища               | позапартійний                                 | тимчасово не працює                                         |
| 10              | Смольніцький Петро Дмитрович | 01.11.2010            | середня            | позапартійний                                 | тимчасово не працює                                         |
| 11              | Лукіянчук Ігор Олександрович | 01.11.2010            | середня            | позапартійний                                 | тимчасово не працює                                         |